# Antonio Colinas
Antonio Colinas (La Bañeza, León, 30 de enero de 1946) es un poeta, novelista, ensayista y traductor español. Ha publicado una obra variada que ha recibido, entre otros galardones, el Premio Nacional de Literatura en 1982. 

## Datos biográficos
Antonio Colinas Lobato nació en La Bañeza (León) el 30 de enero de 1946, ciudad y territorio leonés con los que, a pesar de su trayectoria viajera, siempre ha estado en frecuente comunicación. Ni su biografía ni su obra se comprenderían sin su comunicación con otras culturas, como las de las dos orillas del Mediterráneo, las de Extremo Oriente o las de la América hispana.
Por tanto, sus raíces telúricas están en el origen, pero él siempre ha procurado proyectarlas, universalizarlas, afán que ha fijado en el contenido y temas de sus libros en varios géneros. 
Fiel también a la fusión –por él tan defendida siempre entre poesía y vida, entre la experiencia de vivir y la experiencia de escribir– su obra no podría comprenderse sin esas estancias en otros espacios cuya influencia también ha subrayado el profesor José Enrique Martínez en la edición crítica de “En la luz respirada” (Madrid, Cátedra, 2004). Etapas como las de su adolescencia en el sur andaluz (Córdoba, 1961-1964), Madrid en sus años universitarios (1964-1970 y 1975-1977), París (otoño de 1968), Milán y Bérgamo (Italia, 1970-1974), los 21 decisivos años en Ibiza (Baleares, 1977-1998) o la no menos decisiva estancia de 24 años en Salamanca.
Durante su estancia en Italia trabajó como profesor invitado y Lector de Español en las Universidades de Milán y de Bérgamo. Desde su llegada a Madrid, en el otoño de 1964, tuvo como maestro hasta su muerte a Vicente Aleixandre, futuro Premio Nobel. Algo más tarde sería su maestra también, más en el campo del pensamiento, la filósofa María Zambrano, a la que conoce cuando esta vivía aún en Ginebra. Sobre ella escribiría su libro Sobre María Zambrano. Misterios encendidos (Siruela, 2019).
Sus primeras publicaciones son de 1969 y pertenecen al género lírico: Poemas de la tierra y de la sangre y Preludios a una noche total, aunque su poemario publicado en 2001, Junto al lago, fue escrito en 1967. En 1985 publicó su primera novela, Un año en el sur: Para una educación estética - la continuación de esta fue Larga carta a Francesca (1986). Entre sus traducciones del italiano se encuentran la obra de Giacomo Leopardi y la poesía completa de Salvatore Quasimodo, ganador del Premio Nobel de Literatura. En la prensa han publicado sus colaboraciones diarios como El País, ABC y El Mundo y revistas como la Revista de Occidente y Cuadernos Hispanoamericanos.
Aunque no figura en la antología de Josep María Castellet, se le suele incluir en el grupo de los Novísimos. Es uno de los pocos poetas españoles que cultiva de forma asidua el verso alejandrino. La obra de Colinas presenta amplitud y relativa variedad, ya que ha publicado poesía, novela, ensayo y memorias, además de un tipo de prosa poética y aforística, y ha realizado también numerosas traducciones (entre ellas, muchas de textos poéticos y autores italianos).
En agosto de 2020, 2021 y 2022 se celebraron tres Cursos del Verano programados por la Universidad de León y el Ayuntamiento de La Bañeza en torno a tres temas monográficos sobre el autor: Origen y universalidad, Nuevos géneros, nuevos caminos y De la poesía a la narrativa y al ensayo.

## La Casa de la Poesía, Fondo Cultural Antonio Colinas.
En marzo de 2023, se Inaugura en La Bañeza, La Casa de la Poesía - Fondo Cultural Antonio Colinas nace del ofrecimiento que este escritor hizo en su día a su ciudad La Bañeza (León), donde nació en 1946. 
Después de más de cincuenta años de trabajo y publicaciones no sólo en el campo de la poesía, sino también de otros géneros, como la narrativa, el ensayo, los libros de viaje, la traducción, la crítica literaria o el periodismo, pensó el autor que este trabajo como escritor de vocación y de profesión, y siempre desde su independencia intelectual, no debía perder su unidad. También que atendiendo especialmente a un sentimiento entrañable y desinteresado, dicho depósito podía ser un factor más de salvaguarda y difusión de la cultura de y en su ciudad natal.
Dicho sentido de unidad y de independencia intelectual vino avalado por una primera condición y fue la de que el Ayuntamiento de la Ciudad aprobara unánimemente, en sesión plenaria y con la positiva aprobación de todos los grupos políticos, la concesión de un espacio digno y suficiente para la instalación de dicho Fondo.

## Comentarios sobre su obra
En Antonio Colinas, los críticos han destacado los temas de evocación clasicista, su regusto por lo clásico y por la decadencia material del pasado. Es un poeta de la estética y de la meditación. Su poesía se crea con un halo metafísico, señal que revela su anexión incondicional al pasado. Es tratado, por otra parte, como un poeta alejado del barroquismo y, dentro de los de su grupo, si podemos decir así, es el que más apego guarda con la tradición que remonta a la Antigüedad Clásica, al Renacimiento y al Romanticismo. Se lo considera como el más puro de los novísimos.
Aunque se le ha identificado con los novísimos, se distingue por seguir, prácticamente desde el principio, un camino personal, marcado por su propio instinto literario. Debido a ello, enseguida se singulariza su voz: frente a los excesos vanguardistas del grupo, Antonio Colinas alcanza un equilibrio clásico, nacido de su capacidad para asumir distintas tradiciones poéticas, literarias, filosóficas y espirituales, hacerlas propias y darles un aliento enteramente personal. 
Otro rasgo de su obra es la conjunción entre literatura y vida, así como entre la experiencia vital y la cultural: una escritura que nace de la vida, a la que ilumina, da un impulso trascendente e impregna de continuas resonancias simbólicas y metafísicas.

## Estilo de Colinas
Sobre el estilo de este poeta ha escrito el profesor José Paulino Ayuso que:

Conviene notar el curso pausado y reflexivo del ritmo, aunque con diferencias de composición. ya que puede escribir un poema breve, casi sentencioso, otro poema más extenso y descriptivo y llegar hasta el poema-libro. Del mismo modo, emplea versos regulares, medidos, como el alejandrino (un libro entero es una unidad orgánica compuesta en alejandrinos, por ejemplo) o elige una forma versal más libre, pero siempre busca el rigor(precisión, austeridad, exactitud, tono) en la construcción del poema y la musicalidad en el lenguaje, que nos acerca al fenómeno del encantamiento: en el lenguaje poético se produce el encantamiento del mundo y de nuestras emociones. Por otro lado, está en él la busca constante de lo esencial, del conocimiento que se desvela y.revela y que viene acompañado por la emoción, más aún, por el estremecimiento ante la poesía y ante el misterio que se descubre en ella. Encantamiento y misterio componen los dos elementos esenciales que afloran en esa dicción, ritmo y musicalidad de Antonio Colinas, cuya poesía, de esta manera, ha alcanzado, por el reconocimiento de la crítica, la categoría de
una poesía clásica, con el clasicismo propio de nuestra época.

El signo del equilibrio marca también su obra. Equilibrio que no es sino armonización de principios antagónicos, armonía dialéctica. Equilibrio entre la emoción y la meditación; entre la estética (un estilo siempre musical y claro, tendente a la esencialización de la palabra) y la ética (ese poner el dedo en la llaga de los desastres de la historia, de los abusos de un racionalismo estrecho, de la destrucción de la naturaleza.

## Premios y distinciones

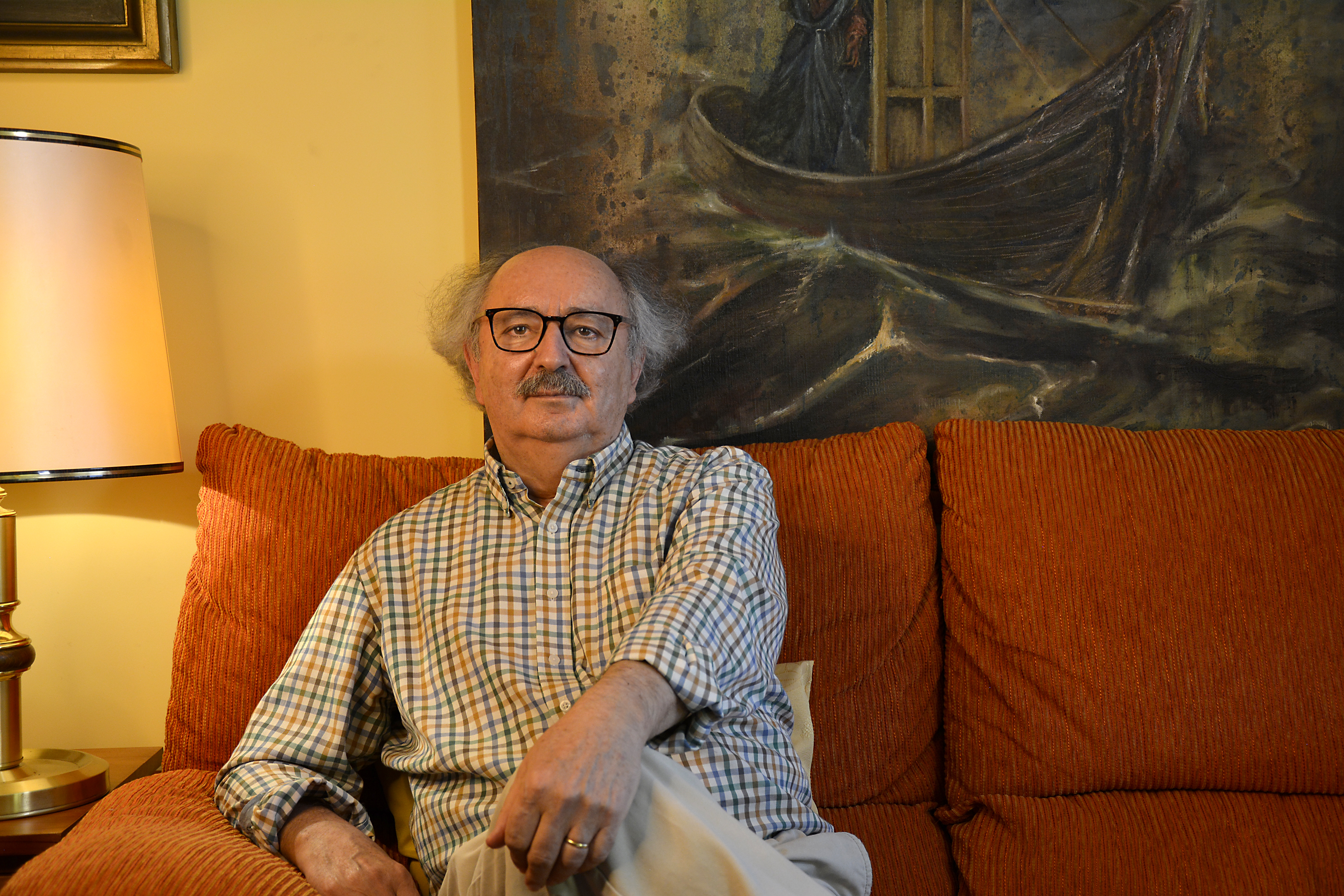
El poeta Antonio Colinas.

- Premio de la Crítica de poesía castellana 1976 por Sepulcro en Tarquinia
- Premio Nacional de Literatura 1982 por Poesía, 1967-1980
- Mención Especial del Premio Internacional Jovellanos de Ensayo 1996 por Sobre la Vida Nueva
- Premio Castilla y León de las Letras 1998
- Premio Internacional Carlo Betocchi 1999 por su labor como traductor y estudioso de la literatura italiana
- Premio de la Academia Castellana y Leonesa de Poesía 2001
- Leonés del Año 2005 (enlace roto disponible en Internet Archive; véase el historial, la primera versión y la última).
- Premio Nacional de Traducción 2005, concedido por el Ministerio de Asuntos Exteriores de Italia, por su traducción de la poesía completa del Premio Nobel Salvatore Quasimodo
- "Alubia de Oro", galardón que reconoce su título de "Personaje Bañezano del Año 2006", creado por el semanario El Adelanto Bañezano
- Premio Leonés del Año 2006 (concedido por la Cadena Ser)[7]
- Pregonero Vitalicio de la Feria del Libro de Salamanca, 2008
- Hijo Adoptivo de Salamanca, 2011
- X Premio de la Crítica de Castilla y León, 2012
- Premio de las Letras Teresa de Ávila, 2014
- Premio Reina Sofía de Poesía Iberoamericana 2016
- Doctor honoris causa por la Universidad de Salamanca[8]

| Predecesor: Javier Villán | Premio de la Crítica de Castilla y León (ex aequo con Olegario González de Cardedal) 2012 | Sucesor: José María Merino |

## Obras

### Poesía
- Poemas de la tierra y de la sangre, León, Diputación Provincial, 1969.
- Preludios a una noche total, Madrid, Rialp, col. Adonais, 1969.
- Truenos y flautas en un templo, San Sebastián, C.A.G. de Guipúzcoa, 1972.
- Sepulcro en Tarquinia, León, Diputación Provincial, col. Provincia, 1975
- Sepulcro en Tarquinia, Barcelona, Lumen, Col. El Bardo, 1976.
- Astrolabio, Madrid, Visor Libros, 1979.
- En lo oscuro, Rota (Cádiz), Cuadernos de Cera, 1981.
- Poesía, 1967-1980, Madrid, Visor Libros, 1982.
- Sepulcro en Tarquinia (poema, con 6 dibujos de Montserrat Ramoneda), Barcelona, Galería Amagatotis,1982
- Noche más allá de la noche, Madrid, Visor Libros, 1983.
- Poesía, 1967-1981, Madrid, Visor Libros, 1984.
- La viña salvaje, Córdoba, Antorcha de Paja, 1985.
- Diapasón infinito (con dos litografías, un grado y una serigrafía de Perejaume), Barcelona, Tallers Chardon y Yamamoto, 1986.
- Dieciocho poemas, Ibiza, Caixa Balears, 1987.
- Material de lectura, México, Universidad Nacional Autónoma de México, 1987.
- Jardín de Orfeo, Madrid, Visor Libros, 1988.
- Libro de las noches abiertas (con 16 ilustraciones de Mario Arlati), Milano, Peter Pfeiffer,1989.
- Blanco / Negro (con 5 ilustraciones de Mario Arlati, ed. bilingüe), Milano, Peter Pfeiffer,1990.
- Los silencios de fuego, Barcelona, Tusquets, col. Marginales, 1992.
- La hora interior, Barcelona, Taller Joan Roma, 1992.
- El río de sombra. Poesía 1967-1990, Madrid, Visor Libros, 1994.
- Sepulcro en Tarquinia (poema), con prólogo de Juan Manuel Rozas, Segovia, Pavesas, 1994.
- Pájaros en el muro / Birds in the wall (bilingüe, con tres grabados de Barry Flanagan), Barcelona, Taller Joan Roma, 1995.
- Libro de la mansedumbre, Barcelona, Tusquets, col. Nuevos Textos Sagrados, 1997.
- Córdoba adolescente, Córdoba, CajaSur, col. Los Cuadernos de Sandua, 1997.
- El río de sombra. Treinta años de poesía, 1967-1997, Madrid, Visor Libros, 1999.
- Amor que enciende más amor, Barcelona, Plaza y Janés, 1999.
- Sepulcro en Tarquinia (poema), (con grabados de Ramón Pérez Carrió), Pedreguer (Alicante), col. “Font de La Cometa”, 1999.
- Nueve poemas, Salamanca, Celya, col. Aedo de Poesía, 2000.
- Junto al lago, Salamanca, Cuadernos para Lisa, 2001.
- Tiempo y abismo, Barcelona, Tusquets, col. Nuevos Textos Sagrados, 2002.
- La hora interior. Antología poética 1967-2001, Junta de Castilla y León, 2002.
- L'amour, el amor, (con poemas de Michel Bohbot; ilustraciones de Irriguible), París, Editions du Labyrinthe, 2002.
- Obscur hautbois de brume (antología bilingüe de Françoise et alii. Contiene completo “Noche más allá de la noche”)), Bruxelles, Le Cri, 2003.
- Seis poemas, (comentados por Luis Miguel Alonso), Burgos, Instituto de la Lengua de Castilla y León, 2003.
- Treinta y ocho poemas. Homenaje al grabador Antonio Manso, Madrid, Real Casa de la Moneda, 2003
- El río de sombra. Treinta y cinco años de poesía, 1967-2002, (6.ª edición) Madrid, Visor Libros, 2004.
- Noche más allá de la noche, Valladolid, Fundación Jorge Guillén, 2004.
- En Ávila unas pocas palabras, Valladolid, Ediciones de El Gato Gris, 2004.
- En la luz respirada (edición crítica de “Sepulcro en Tarquinia”, “Noche más allá de la noche” y “Libro de la mansedumbre”, a cargo de José Enrique Martínez Fernández, Madrid, Cátedra, 2004.
- Sepulcro en Tarquinia (edición conmemorativa de la primera aparición de este libro –1975-2005- con un disco compacto con la voz del autor), Visor Libros, Madrid, 2005.
- Desiertos de la luz, Barcelona, Tusquets, 2008.
- Sepulcro en Tarquinia (poema; caligrafiado e iluminado por Javier Alcaíns), Mérida, Editora Regional de Extremadura, 2009.
- Obra poética completa. 1967-2010, Madrid, Siruela, 2011.
- Catorce retratos de mujer, Salamanca, 2011.
- Canciones para una música silente, Madrid, Siruela, 2014.
- Por sendero invisible, Sevilla, Renacimiento, 2018. Selección y prólogo de José Luis Puerto.
- En los prados sembrados de ojos, Madrid, Siruela, 2020.
- La hora interior/Die Innere Stunde, Verlang Ludwig, 2021 (Traducción de Petra Strien-Bourmer)
- Catorce retratos de mujer/Catorce retratos de muller, Medulia,  Coruña,  2021 (Traducción de Luciano Rodríguez)
- Los caminos de la isla. Colinas, Antonio (2021). Los caminos de la isla (Antología poética). Valencia: Olé Libros. ISBN 9788418759086. (Prólogo y traducción de Alfredo Rodríguez)
- El ciego que ve (Antología poética y Homenaje a A.C. de poetas), Salamanca, Fundación Salamanca Ciudad de Cultura, 2022 (Coordinación de Alfredo Pérez Alencart)

### Narrativa
- Un año en el sur (Para una educación estética), Madrid, Trieste, 1985 (2.ª ed., Barcelona, Seix Barral, 1990; El Páramo, 2011).
- Larga carta a Francesca, Barcelona, Seix Barral, 1986 (2.ª ed., 1989).
- Días en Petavonium, Barcelona, Tusquets Editores, 1994.
- El crujido de la luz, León, Edilesa, 1999.
- Huellas, Valladolid, Castilla Ediciones, 2003.

### Ensayo y otros géneros
- Leopardi (Estudio y antología poética bilingüe), Gijón, Júcar, col. “Los poetas”, 1974 (2.ª ed., 1985).
- Viaje a los monasterios de España, Barcelona, Planeta, col “Biblioteca Cultural RTV”, 1976 (nueva edición ampliada, León, Edilesa, 2003).
- Vicente Aleixandre y su obra, Barcelona, Dopesa, 1977 (2.ª ed., Barcelona, Barcanova, 1982).
- Orillas del Órbigo, León, Ediciones del Teleno, col. “Biblioteca Popular Leonesa”, 1980. (2.ª ed., León, Diputación Provincial, col. “Breviarios de la Calle del Pez”).
- La llamada de los árboles (con 30 ilustraciones), Barcelona, Elfos, col. “Miniaturas selectas”, 1988.
- La crida del arbres(trad. De M. Villangómez), Barcelona, Elfos, 1988.
- Hacia el infinito naufragio (Una biografía de Giacomo Leopardi), Barcelona, Tusquets Editores, col. “Andanzas”, 1988.
- El sentido primero de la palabra poética, Madrid/México, FCE, 1989.
- Pere Alemany: la música de los signos, Barcelona, Àmbit, 1989.
- Ibiza, La nave de piedra (con fotografías de Toni Pomar), Barcelona, Lunwerg, 1990.
- Tratado de armonía, Barcelona, Tusquets Editores, col. “Marginales”, 1991 (2.ª ed., 1992).
- Mitología clásica (con grados de los siglos XVIII y XIX), Madrid, Álbum / Jesús Tablate editor, 1994.
- Rafael Alberti en Ibiza. Seis semanas del verano de 1936, Barcelona, Tusquets Editores, col. “Andanzas”, 1995.
- Escritores y pintores de Ibiza, Ibiza, Consejo Insular, 1995.
- El Grand Tour (con grabados de los siglos XVIII y XIX), Madrid, Álbum / Jesús Tablate editor, 1995.
- Sobre la Vida Nueva, Oviedo, Nobel, 1996.
- El jardín y sus símbolos, Antonio Colinas y Joaquín Lledó (con grabados del siglo XIX a cargo de Jesús Tablate Miquis), Madrid, Álbum Letras Artes, 1997 (de A. C., “Preliminar” y “El jardín y sus símbolos”, pp. 4-29).
- Nuevo tratado de armonía, Barcelona, Tusquets Editores, col. “Marginales”, 1999.
- Ibiza y Formentera: dos símbolos, Palma de Mallorca, Turismo Balear, 1999.
- Ibiza, Segovia, Artec Impresiones, 2000 (prólogo de Concha García Campoy).
- Contrarios contra contrarios (El sentido de la llama sanjuanista, León, La Biblioteca I.E.S. Lancia, col. Cuadernos del Noroeste, 2000 (incluido en Del pensamiento inspirado II, pp. 138-148)
- Los símbolos originarios del escritor, Astorga, Centro de Estudios Astorganos, 2001 (incluido en Del pensamiento inspirado II, pp. 31-46).
- Del pensamiento inspirado, vol.I, Junta de Castilla y León, 2001.
- Del pensamiento inspirado, vol. II, Junta de Castilla y León, 2001.
- Poética y poesía, (con grabación en CD), Madrid, Fundación Juan March, 2004.
- Los días en la isla, Madrid, Huerga & Fierro editores, 2004.
- La simiente enterrada. Un viaje a China, Madrid, Ediciones Siruela, 2005.
- Memorias del estanque, Madrid, Ediciones Siruela, 2016.
- Misterios encendidos (Siruela). Ensayo sobre María Zambrano. Obra finalista del Premio de la Crítica de Castilla y León en 2020.[9]
- Salamanca, el laberinto abierto, Salamanca, Edifsa, 2022.
- Tratados de armonía, Madrid, Ediciones Siruela, 2022.

### Traducciones
- COLLODI, Carlo, Pinocho, Barcelona, Bruguera, 1986; nueva edición: Las aventuras de Pinocho (ilustraciones de Atilio Mussino), Barcelona, Edhasa, 2000.
- GIMFERRER, Pere, El vendaval (ed. bilingüe, trad. de A. Colinas et alii ), Barcelona, Ediciones 62, 1989.
- LAMPEDUSA, Giuseppe Tomasi di, Stendhal, Madrid, Trieste, 1989; (2.ª ed., Barcelona, Península, 1996).
- LEOPARDI, Giacomo, Poesía y prosa. Diario del Primer Amor. Canti (bilingüe). Diálogos. Madrid, Alfaguara, col. “Clásicos Alfaguara”, 1979.
- LEOPARDI, Giacomo, Obras, Barcelona, Círculo de Lectores, 1997.
- LEOPARDI.Giacomo. Cantos. Pensamientos. Barcelona, Círculo de Lectores/Galaxia Gutenberg, Barcelona (en preparación).
- LEVI, Carlo, Cristo se paró en Éboli, Madrid, Alfaguara, 1980; 2.ª ed., Barcelona, Plaza & Janés, 1982.
- MARI, Antoni, El preludio, Barcelona, Llibres del Mal, 1986.
- PARCERISAS, Francesc, Poetas catalanes de hoy, Barcelona, Plaza & Janés, 1986.
- QUASIMODO, Salvatore, Poesía, Granada, La Veleta, 1991.
- QUASIMODO, Salvatore, Poesía Completa, Ourense, Ediciones Linteo, 2004.
- ROCA Pineda, Antoni, Somni en groc (ed. bilingüe), Ibiza, Galería Karl Van der Voort, 1994.
- SALGARI, Emilio, Los tigres de Mompracem, Madrid, Alianza Editorial, 1981.
- SALGARI, Emilio, La montaña de luz, Madrid, Alianza Editorial, 1982.
- SALGARI, Emilio, El corsario negro, Madrid, Alianza Editorial, 1983.
- SANGUINETI, Edoardo, Wirwaarr, Madrid, Alberto Corazón, 1975; reediciones: Madrid, Visor, 1985; Madrid, Visor, 2000.
- TÀPIES BARBA, Antoni, Materia dels astres (bilingüe), Barcelona, Ediciones 62, 1992.
- VILLANGÓMEZ LLOBET, Mariano, Caminos y días, Madrid, Visor, 1990.
- VILLANGÓMEZ LLOBET, Mariano y otros, Menorca. Naturaleza viva, Menorca, UNESCO / Consejo Insular de Menorca, 1995.
- VILLANGÓMEZ LLOBET, Mariano, Un vuelo de pájaros/Un vol d´ocells, Madrid, Calambur, 2004.
- VV. AA., Poetas italianos contemporáneos (ed. bilingüe), Madrid, Editora Nacional, 1978.
- VV. AA., Antología esencial de la poesía italiana, Madrid, Austral, 1999.
- WILKOCK, Rodolfo, El estereoscopio de los solitarios, Barcelona, Seix Barral, 1984.
- LEOPARDI, Giacomo, Las Pasiones, Madrid, Siruela, 2013

### Antologías de otros poetas
- JUAN RAMÓN JIMÉNEZ, Antología Poética, Madrid, Alianza editorial, 2002 (selección y estudio previo de A. Colinas).
- RAFAEL ALBERTI, Los bosques que regresan. Antología poética (1924-1988), Barcelona, Círculo de Lectores/Galaxia Gutenberg, 2002 (selección y estudio previo de A. Colinas)
- JIMÉNEZ, JUAN RAMÓN, Antología poética, Madrid, Alianza, Navidad de 2006.
- JIMÉNEZ, JUAN RAMÓN, Poemas mágicos y dolientes, Madrid, Visor, 2007.
- VV.AA, Nuestra poesía en el tiempo (Antología de la poesía en español), Madrid, Siruela, 2009.
- VV.AA, Nuestra poesía en el tiempo (antología de los poetas de España y de  Hispanoamérica), Lima (Perú) Siruela/Ibero Librerías, 2013.
- Knjiga Blagosti (Libro de la mansedumbre), Ljubljana, Kud Logos Poezije, 2021 (Traducción al esloveno y epílogo de Janez Zumer)

### Algunos estudios esenciales sobre su obra
- AROCA INIESTA, Francisco,"Apuntes sobre el poema ‘La tumba negra’ de Antonio Colinas". En La tumba negra, La Isla de Siltolá, Colección Arrecifes, Sevilla, 2011.
- ALONSO GUTIÉRREZ, Luis Miguel, El corazón desmemoriado. Claves poéticas de Antonio Colinas, Diputación de León, León, 1990.
- ALONSO GUTIÉRREZ, Luis Miguel, Antonio Colinas, un clásico del siglo XXI, León, Universidad de León, 2000.
- ALONSO GUTIÉRREZ, Luis Miguel, “La originalidad creadora de Antonio Colinas”, en VV. AA. El viaje hacia el centro [La poesía de Antonio Colinas], Madrid, Calambur, 1997, pp. 71-90.
- BADÍA FUMAZ, Rocío, Los ensayos literarios de Antonio Colinas. Pensando la creación desde el creador, Madrid, Verbum, 2016.
- CALLEJA MEDEL, Gilda, Antonio Colinas, traductor, León, Universidad de León, 2003.
- GALÁN, Ilia, Impulso sagrado hacia el misterio (Antonio Colinas ¿poesía, mística o metafísica?), Madrid, Dykinson, 2016.
- GUARDIA ESTESO, Ramiro, Más allá de la estética. Reflexiones sobre la poesía de Antonio Colinas, Fundación Conrado Blanco, 2019.
- MARTÍNEZ CANTÓN, Clara I. (2011). Métrica y poética de Antonio Colinas. Sevilla, Spain: Padilla Libros Editores & Libreros.
- MARTÍNEZ CANTÓN, Clara I. (2014). La música en la poesía de Antonio Colinas. En F. Aroca (Ed.), Lire l’oeuvre poétique d’Antonio Colinas/Leer la obra poética de Antonio Colinas (pp. 151-175). Paris: Indigo-Université de Picardie.
- MARTÍNEZ, José Enrique, “La voz del Renacimiento en la obra de Antonio Colinas: tradición y actualidad”, en VV. AA. El viaje hacia el centro [La poesía de Antonio Colinas], Madrid, Calambur, 1997, pp. 91-102.
- MARTÍNEZ, José Enrique, “La recepción del Renacimiento en la obra de Antonio Colinas”, Actas Congreso Internacional sobre Humanismo y Renacimiento, vol. II (coords. Juan Matas et alii), León, Universidad de León, 1998, pp. 487-494.
- MARTÍNEZ, José Enrique, “Prometeo frente a Orfeo: poética de la renuncia frente a poética de la plenitud”, Mitos. Actas del VII Congreso de la Asociación Española de Semiótica (ed. Túa Blesa), Zaragoza, Anexos de Tropelías, col. Trópica, 4, 1998, pp. 60-66.
- PUERTO, José Luis, “Antonio Colinas: La poesía como itinerario de purificación”; Cuadernos Hispanoamericanos, n.º 556, octubre de 1996, pp. 59-84; en VV. AA. El viaje hacia el centro [La poesía de Antonio Colinas], Madrid, Calambur, 1997, pp. 41-70.
- VARIOS AUTORES, Antonio Colinas, Cuervo, “Cuadernos de cultura”, monografía núm. 2, Valencia, diciembre de 1981.
- VARIOS AUTORES, Antonio Colinas. Armonía órfica, una poética de la fusión, Ánthropos, 105, Barcelona, febrero de 1990.
- VARIOS AUTORES, Antonio Colinas, 50 aniversario, El Adelanto Bañezano, 30 de enero de 1996.
- VARIOS AUTORES, El viaje hacia el centro [La poesía de Antonio Colinas], Madrid, Calambur, 1997.
- VARIOS AUTORES, Lire l'œuvre poétique d'Antonio Colinas/Leer la obra poética de Antonio Colinas, coord. Francisco Aroca Iniesta, Université de Picardie-Indigo, 2014.
- VARIOS AUTORES, Antonio Colinas: entre inmanencia y trascendencia, coord. Francisco Aroca Iniesta, Université de Picardie-Éditions Orbis Tertius, 2020.
- VARIOS AUTORES, Antonio Colinas: origen y universalidad (Actas del I Curso de Verano sobre el autor), La Casa de la Poesía. Fondo Cultural Antonio Colinas, 2021.
- La obra poética de Antonio Colinas: origen y universalidad.  (Universidad de León. Actas del I Curso de Verano), La Bañeza, Fundación Conrado Blanco/ La Casa de la Poesía.  Fondo Cultural Antonio Colinas, 2021.
- Antonio Colinas: nuevos géneros, nuevos caminos (Universidad de León. Actas del II Curso de Verano), La Bañeza, Fundación Conrado Blanco/La Casa de la Poesía. Fondo Cultural Antonio Colinas, 2022 (en prensa)